# Castleton (Dorset)
Pour les articles homonymes, voir Castleton.
Castleton est une paroisse civile et un village du Dorset, en Angleterre.